# Рунар Алехс Рунарссон
Заголовок цієї статті — це ісландське ім'я, де Рунар Алехс — особове ім'я, а Рунарссон — ім'я по батькові. 
Рунар Алехс Рунарссон (ісл. Rúnar Alex Rúnarsson, нар. 18 лютого 1995, Рейк'явік) — ісландський футболіст, воротар данського клубу «Копенгаген» та збірної Ісландії.  Учасник чемпіонату світу 2018 року.
Син Рунара Крістінссона — футбольного півзахисника, рекордсмена збірної Ісландії за кількістю проведених у її складі матчів (107).

## Клубна кар'єра
У дорослому футболі дебютував 2012 року виступами за команду клубу «КР Рейк'явік», в якій провів один сезон, взявши участь у 3 матчах чемпіонату. 
До складу клубу «Нордшелланд» приєднався 2014 року. З 2016 року став основним воротарем данської команди, станом на 16 травня 2018 року відіграв за команду з Фарума 60 матчів у національному чемпіонаті.
У червні 2018 року підписав чотирирічний контракт з французьким клубом «Діжон».
21 вересня 2020 Рунар уклав чотирирічний контракт з лондонським «Арсеналом», грає в футболці під номером 13.

## Виступи за збірні
2011 року дебютував у складі юнацької збірної Ісландії, взяв участь у 14 іграх на юнацькому рівні.
Протягом 2012–2016 років залучався до складу молодіжної збірної Ісландії. На молодіжному рівні зіграв у 17 офіційних матчах, пропустив 23 голи.
2014 року дебютував в офіційних матчах у складі національної збірної Ісландії.
У складі збірної — учасник чемпіонату світу 2018 року у Росії.

## Титули і досягнення
- Чемпіон Ісландії (1):

КР: 2013
- Чемпіон Данії (1):

«Копенгаген»: 2024/25
- Володар Кубка Данії (1):

«Копенгаген»: 2024/25